# El primer amor es siempre el último
El primer amor es siempre el último (en francés: Le premier amour est toujours le dernier) es un libro de cuentos escrito por Tahar Ben Jelloun, publicado en 1995. En 2016 la editorial argentina Alción presentó la primera edición de la obra en español, traducida por Marcos Calligaris.
El libro contiene 21 cuentos que relatan el desequilibrio y los malentendidos entre el hombre y la mujer árabe.

## Los cuentos
- "El amor loco"
- "Artimañas de mujeres"
- "La víbora azul"
- "Una noticia y un amor"
- "El Mirage"
- "El primer amor es siempre el último"
- "El hombre que escribía historias de amor"
- "Las jóvenes de Tetuán"
- "El Mediterráneo del corazón"
- "La vida es púdica como un crimen"
- "El otro"
- "Aïda-Petra"
- "El amor en París"
- "Que el son de su queja sea bello"
- "Vestidos mal cerrados"
- "El compatriota"
- "Señor Vito se quiere"
- "El hombre que no amaba las fiestas"
- "El odio"
- "El viejo y el amor"
- "Polígamo"